# Elecciones presidenciales de Estados Unidos de 2024 en California
Las elecciones presidenciales de Estados Unidos de 2024 en California se llevaron a cabo el 5 de noviembre de 2024, como parte de las elecciones presidenciales de Estados Unidos de 2024. Los votantes de California eligieron a los 54 electores que los representarían en el Colegio Electoral mediante votación popular.
California, el estado más poblado del país y uno de los más progresistas, ha votado por candidatos demócratas en todas las elecciones presidenciales desde 1992. Por lo tanto, se preveía que este estado optara con seguridad por el candidato demócrata en 2024.

## Encuestas
| Fecha                    | Fuente          | Muestra | Trump (R) | Harris (D) | Ventaja |
| ------------------------ | --------------- | ------- | --------- | ---------- | ------- |
| Fecha                    | Fuente          | Muestra |           |            | Ventaja |
| 27 de octubre de 2024    | ActiVote        | 400     | 37%       | 63%        | 26      |
| 14 de octubre de 2024    | Emerson College | 1000    | 35%       | 59%        | 24      |
| 10 de octubre de 2024    | ActiVote        | 400     | 36%       | 63%        | 27      |
|                          |                 |         |           |            |         |
| 21 de septiembre de 2024 | ActiVote        | 400     | 36%       | 64%        | 28      |
| 5 de septiembre de 2024  | Emerson College | 815     | 36%       | 60%        | 24      |
|                          |                 |         |           |            |         |
| 19 de agosto de 2024     | ActiVote        | 400     | 35%       | 65%        | 30      |
| 11 de agosto de 2024     | UC Berkeley IGS | 3765    | 34%       | 59%        | 25      |

## Resultados

### Generales
| Partido                               | Partido                 | Candidato                        | Votos      | %     |
| ------------------------------------- | ----------------------- | -------------------------------- | ---------- | ----- |
|                                       | Demócrata               | Kamala Harris                    | 9,276,179  | 58.47 |
|                                       | Republicano             | Donald Trump                     | 6,081,697  | 38.33 |
|                                       | Independiente Americano | Robert F. Kennedy Jr. (retirado) | 197,645    | 1.25  |
|                                       | Verde                   | Jill Stein                       | 167,814    | 1.06  |
|                                       | Paz y Libertad          | Claudia De la Cruz               | 72,539     | 0.46  |
|                                       | Libertario              | Chase Oliver                     | 66,662     | 0.42  |
| Escritos                              | Escritos                | Escritos                         | 2,939      | 0.02  |
|                                       |                         |                                  |            |       |
| Total                                 | Total                   | Total                            | 15,865,475 | 100   |
| Participación                         | Participación           | Participación                    | 16,140,044 | 71.43 |
| Registrados                           | Registrados             | Registrados                      | 22,595,659 |       |
|                                       |                         |                                  |            |       |
| Fuente: California Secretary of State |                         |                                  |            |       |

### Por condado
|                 | Harris Demócrata | Harris Demócrata | Trump Republicano | Trump Republicano | Total     | Margen    | Margen |
| Condado         | Votos            | %                | Votos             | %                 | Total     | Votos     | %      |
| --------------- | ---------------- | ---------------- | ----------------- | ----------------- | --------- | --------- | ------ |
| Alameda         | 499,551          | 74.57            | 140,789           | 21.02             | 669,907   | 358,762   | 53.55  |
| Alpine          | 479              | 64.91            | 243               | 32.93             | 738       | 236       | 31.98  |
| Amador          | 7,783            | 34.74            | 14,018            | 62.57             | 22,403    | -6,235    | -27.83 |
| Butte           | 44,228           | 46.77            | 47,179            | 49.90             | 94,556    | -2,951    | -3.13  |
| Calaveras       | 9,181            | 34.67            | 16,625            | 62.78             | 26,480    | -7,444    | -28.11 |
| Colusa          | 2,431            | 34.62            | 4,414             | 62.87             | 7,021     | -1,983    | -28.25 |
| Contra Costa    | 356,008          | 67.30            | 155,308           | 29.36             | 528,987   | 200,700   | 37.94  |
| Del Norte       | 4,266            | 40.38            | 5,999             | 56.78             | 10,565    | -1,733    | -16.40 |
| El Dorado       | 47,703           | 42.63            | 61,109            | 54.61             | 111,908   | -13,406   | -11.98 |
| Fresno          | 151,628          | 46.50            | 165,924           | 50.89             | 326,049   | -14,296   | -4.39  |
| Glenn           | 3,260            | 31.22            | 6,904             | 66.12             | 10,442    | -3,644    | -34.90 |
| Humboldt        | 39,800           | 61.96            | 21,559            | 33.56             | 64,232    | 18,241    | 28.40  |
| Imperial        | 26,083           | 48.27            | 26,546            | 49.12             | 54,038    | -463      | -0.85  |
| Inyo            | 4,201            | 46.92            | 4,468             | 49.91             | 8,953     | -267      | -2.99  |
| Kern            | 108,241          | 38.21            | 167,879           | 59.26             | 283,284   | -59,638   | -21.05 |
| Kings           | 15,519           | 37.39            | 25,074            | 60.41             | 41,508    | -9,555    | -23.02 |
| Lake            | 12,794           | 47.81            | 13,161            | 49.18             | 26,761    | -367      | -1.37  |
| Lassen          | 2,478            | 21.79            | 8,619             | 75.80             | 11,371    | -6,141    | -54.01 |
| Los Ángeles     | 2,417,109        | 64.82            | 1,189,862         | 31.91             | 3,729,089 | 1,227,247 | 32.91  |
| Madera          | 20,981           | 38.40            | 32,344            | 59.20             | 54,632    | -11,363   | -20.80 |
| Marin           | 116,152          | 80.59            | 24,054            | 16.69             | 144,129   | 92,098    | 63.90  |
| Mariposa        | 3,622            | 38.09            | 5,625             | 59.15             | 9,509     | -2,003    | -21.06 |
| Mendocino       | 24,049           | 61.32            | 13,528            | 34.49             | 39,219    | 10,521    | 26.83  |
| Merced          | 40,190           | 46.51            | 43,955            | 50.87             | 86,411    | -3,765    | -4.36  |
| Modoc           | 1,008            | 25.10            | 2,884             | 71.81             | 4,016     | -1,876    | -46.71 |
| Mono            | 3,522            | 58.08            | 2,294             | 37.83             | 6,064     | 1,228     | 20.25  |
| Monterey        | 93,060           | 63.41            | 49,226            | 33.54             | 146,754   | 43,834    | 29.87  |
| Napa            | 43,212           | 65.91            | 20,357            | 31.05             | 65,561    | 22,855    | 34.86  |
| Nevada          | 33,784           | 54.36            | 26,177            | 42.12             | 62,144    | 7,607     | 12.24  |
| Orange          | 691,731          | 49.72            | 654,815           | 47.06             | 1,391,307 | 36,916    | 2.66   |
| Placer          | 103,958          | 44.26            | 123,941           | 52.77             | 234,871   | -19,983   | -8.51  |
| Plumas          | 4,020            | 39.92            | 5,725             | 56.85             | 10,070    | -1,705    | -16.93 |
| Riverside       | 451,782          | 48.04            | 463,677           | 49.30             | 940,510   | -11,895   | -1.26  |
| Sacramento      | 381,564          | 58.10            | 252,140           | 38.39             | 656,747   | 129,424   | 19.71  |
| San Benito      | 15,179           | 54.89            | 11,702            | 42.32             | 27,652    | 3,477     | 12.57  |
| San Bernardino  | 362,114          | 47.53            | 378,416           | 49.67             | 761,846   | -16,302   | -2.14  |
| San Diego       | 841,372          | 56.93            | 593,270           | 40.14             | 1,478,028 | 248,102   | 16.79  |
| San Francisco   | 323,719          | 80.33            | 62,594            | 15.53             | 402,997   | 261,125   | 64.80  |
| San Joaquín     | 126,647          | 48.03            | 128,996           | 48.92             | 263,709   | -2,349    | -0.89  |
| San Luis Obispo | 81,314           | 53.92            | 64,932            | 43.05             | 150,812   | 16,382    | 10.87  |
| San Mateo       | 242,957          | 73.50            | 76,616            | 23.18             | 330,565   | 166,341   | 50.32  |
| Santa Bárbara   | 114,149          | 61.78            | 64,870            | 35.11             | 184,781   | 49,279    | 26.67  |
| Santa Clara     | 510,744          | 68.04            | 210,924           | 28.10             | 750,606   | 299,820   | 39.94  |
| Santa Cruz      | 100,998          | 75.28            | 27,978            | 20.85             | 134,155   | 73,020    | 54.43  |
| Shasta          | 27,130           | 30.51            | 59,539            | 66.96             | 88,919    | -32,409   | -36.45 |
| Sierra          | 641              | 36.52            | 1,066             | 60.74             | 1,755     | -425      | -24.22 |
| Siskiyou        | 8,329            | 38.74            | 12,461            | 57.96             | 21,498    | -4,132    | -19.22 |
| Solano          | 113,997          | 60.04            | 70,345            | 37.05             | 189,883   | 43,652    | 22.99  |
| Sonoma          | 179,600          | 71.42            | 63,426            | 25.22             | 251,465   | 116,174   | 46.20  |
| Stanislaus      | 85,347           | 43.21            | 106,986           | 54.16             | 197,525   | -21,639   | -10.95 |
| Sutter          | 13,016           | 33.09            | 25,372            | 64.50             | 39,339    | -12,356   | -31.41 |
| Tehama          | 7,415            | 27.94            | 18,503            | 69.73             | 26,536    | -11,088   | -41.79 |
| Trinity         | 2,449            | 43.38            | 2,979             | 52.76             | 5,646     | -530      | -9.38  |
| Tulare          | 53,221           | 38.48            | 81,854            | 59.18             | 138,309   | -28,633   | -20.70 |
| Tuolumne        | 10,909           | 37.86            | 17,210            | 59.72             | 28,816    | -6,301    | -21.86 |
| Ventura         | 217,424          | 56.08            | 158,901           | 40.99             | 387,704   | 58,523    | 15.09  |
| Yolo            | 61,405           | 66.30            | 27,844            | 30.06             | 92,621    | 33,561    | 36.24  |
| Yuba            | 10,725           | 35.66            | 18,491            | 61.49             | 30,072    | -7,766    | -25.83 |

#### Volteados
| Condado        | Ciudad más grande | Pre-elección | Pre-elección | Post-elección | Post-elección | Margen |
| Condado        | Ciudad más grande | Partido      | Partido      | Partido       | Partido       | Margen |
| -------------- | ----------------- | ------------ | ------------ | ------------- | ------------- | ------ |
| Butte          | Chico             |              | Demócrata    |               | Republicano   | +3.13  |
| Fresno         | Fresno            |              | Demócrata    |               | Republicano   | +4.39  |
| Imperial       | El Centro         |              | Demócrata    |               | Republicano   | +0.85  |
| Inyo           | Bishop            |              | Demócrata    |               | Republicano   | +2.99  |
| Lake           | Clearlake         |              | Demócrata    |               | Republicano   | +1.37  |
| Merced         | Merced            |              | Demócrata    |               | Republicano   | +4.36  |
| Riverside      | Riverside         |              | Demócrata    |               | Republicano   | +1.26  |
| San Bernardino | San Bernardino    |              | Demócrata    |               | Republicano   | +2.14  |
| San Joaquín    | Stockton          |              | Demócrata    |               | Republicano   | +0.89  |
| Stanislaus     | Modesto           |              | Demócrata    |               | Republicano   | +10.95 |